# Bien común (economía)
Un bien común se definen en economía como bienes que son rivales y no excluibles. Por lo tanto, constituyen uno de los cuatro tipos principales basados en los criterios:
- el consumo de un bien por una persona impide su consumo por otra persona (rivalidad)
- no es posible evitar que las personas (consumidores) que no lo hayan pagado tengan acceso a él (excluibilidad)

Por bien común se puede también entender aquel bien que ya sea pertenece, es de usufructo o son consumidos por un grupo más o menos extenso de individuos.

## Definición
El primer sentido -Bien común como aquel que es de usufructo o consumo común- corresponde al uso corriente del concepto en economía. Deriva de una sugerencia de Paul Samuelson acerca de los bienes públicos como siendo aquellos cuyo consumo por un individuo no disminuye su disponibilidad a otros. Dentro de esa categoría general (ver clasificación de bien económico de acuerdo a propiedad y usufructo) existen aquellos bienes que algunos denominan comunes pero que son más generalmente llamados Recursos comunes: aquellos que poseen rivalidad pero no exclusividad.
La segunda acepción -bien común como propiedad comunal- es la acepción tradicional o clásica del término. Este significado se remonta a la antigüedad (ver Los comunes), su uso se hizo general durante el inicio de los estudios económicos (ver Economía política) periodo durante cual se entendía como oponiéndose al de propiedad privada y diferenciándose a su vez en dos grandes sectores: la propiedad comunal como tal y la propiedad estatal o pública.
Algunos de los clásicos de la economía política (notablemente Marx y Engels) percibían la evolución de las relaciones o sistemas de producción como llevando inevitablemente hacia la propiedad común de los mismos. (ver Socialización de los medios de producción ). Esa visión influyo fuertemente la de algunos economistas (por ejemplo Joseph Alois Schumpeter) pero gozó de poca aplicación en la economía de los países occidentales durante gran parte del siglo XX.
En la actualidad ha habido una revitalización del interés en este aspecto del concepto, especialmente en la propiedad comunal a diferencia de la estatal o pública (ver Recursos comunes). De acuerdo a Elinor Ostrom dentro se esa concepción general se pueden distinguir los siguientes elementos: 
- Comunes: recursos compartidos por un grupo de personas y a menudo vulnerable a dilemas sociales -ver Tragedia de los comunes)
- Comunes asociacionales: existen cuando algún bien es controlado o administrado por un grupo.
- Propiedad común: régimen legal, un conjunto de derechos de propiedad tenidos o poseídos conjuntamente.
- Producción en común (cuando nadie usa derechos exclusivos para organizar un esfuerzo o capturar su valor y cuando la cooperación se logra a través de mecanismos sociales otros que las señales de precios o dirección o administración “gerencial”. Ejemplos de producción a gran escala en tal cooperación incluye la producción por pares.